# USA:s utrikesminister
USA:s utrikesminister (engelska: Secretary of State) är chef för USA:s utrikesdepartement. I egenskap av detta är denne ansvarig inför presidenten för att upprätthålla landets förbindelser med främmande stater och med internationella organisationer.
Utrikesministern utnämns av presidenten och senatens godkännande ("råd och samtycke") krävs.
Marco Rubio innehar ämbetet sedan 21 januari 2025.

## Bakgrund
Befattningen infördes under den första sessionen för USA:s kongress i New York 1789 när president George Washington den 27 juli undertecknade lagen som skapade ett "Department of Foreign Affairs". Namnet blev inte långvarigt då president Washington den 15 september samma år undertecknade en annan lag som ändrade namnet till "Department of State" och dess chefstitel till "Secretary of State" (bokstavligen statssekreterare).
Thomas Jefferson, som 1776 författade USA:s oavhängighetsförklaring och tjänstgjorde som USA:s minister i Frankrike från 1785 till 1789, utsågs till den förste utrikesministern i september 1789, men tillträdde ämbetet först 22 mars 1790.

## Organisation och roll
Utrikesministern har befogenhet och behörighet för att på presidentens vägnar och under dennes ledning företräda USA gentemot främmande stater och internationella organisationer.
Utrikesministern är ledamot av både kabinettet och nationella säkerhetsrådet. Befattningen anses vara en av de ”fyra viktiga” ministerposterna tillsammans med finansministern, försvarsminister och justitieministern. Den mest naturliga ”rivalen” bland kabinettsledmöterna i sakfrågor är försvarsministern och vid flera tidpunkter har det förekommit spänningar mellan de båda ämbetsinnehavarna som blivit allmänt kända i pressen, till exempel mellan George Shultz och Caspar Weinberger i Ronald Reagans administration och mellan Colin Powell och Donald Rumsfeld i George W. Bushs administration.
Amerikanska pass utfärdas i utrikesministerns namn och under dennes myndighet. Utrikesministern avgör vilka utländska stater som får ta del av Foreign Military Sales och Foreign Military Financing.
Utrikesministern är den av departementscheferna som har högst rang både i presidentämbetets successionsordning och i den officiella rangrullan, som bygger på i vilken ordning som departementen grundades.
I varje amerikanskt delstatsstyre finns en Secretary of State, statssekreterare, folkvald eller utsedd av guvernören, som ansvarar för respektive delstats sigill och officiella dokument. Även om utrikesministern huvudsakligen ägnar sig åt utrikesfrågor, (därav anledningen till att befattningen inte översätts bokstavligt) så finns det vissa rester kvar av liknande ämbetsuppgifter. Exempelvis ansvarar utrikesminister för USA:s stora sigill. Det är även till utrikesministern som presidenten eller vicepresidenten inkommer med sin avskedsansökan ifall någon av dessa två väljer att lämna ämbetet i förtid på eget bevåg.

## Lista över USA:s utrikesministrar

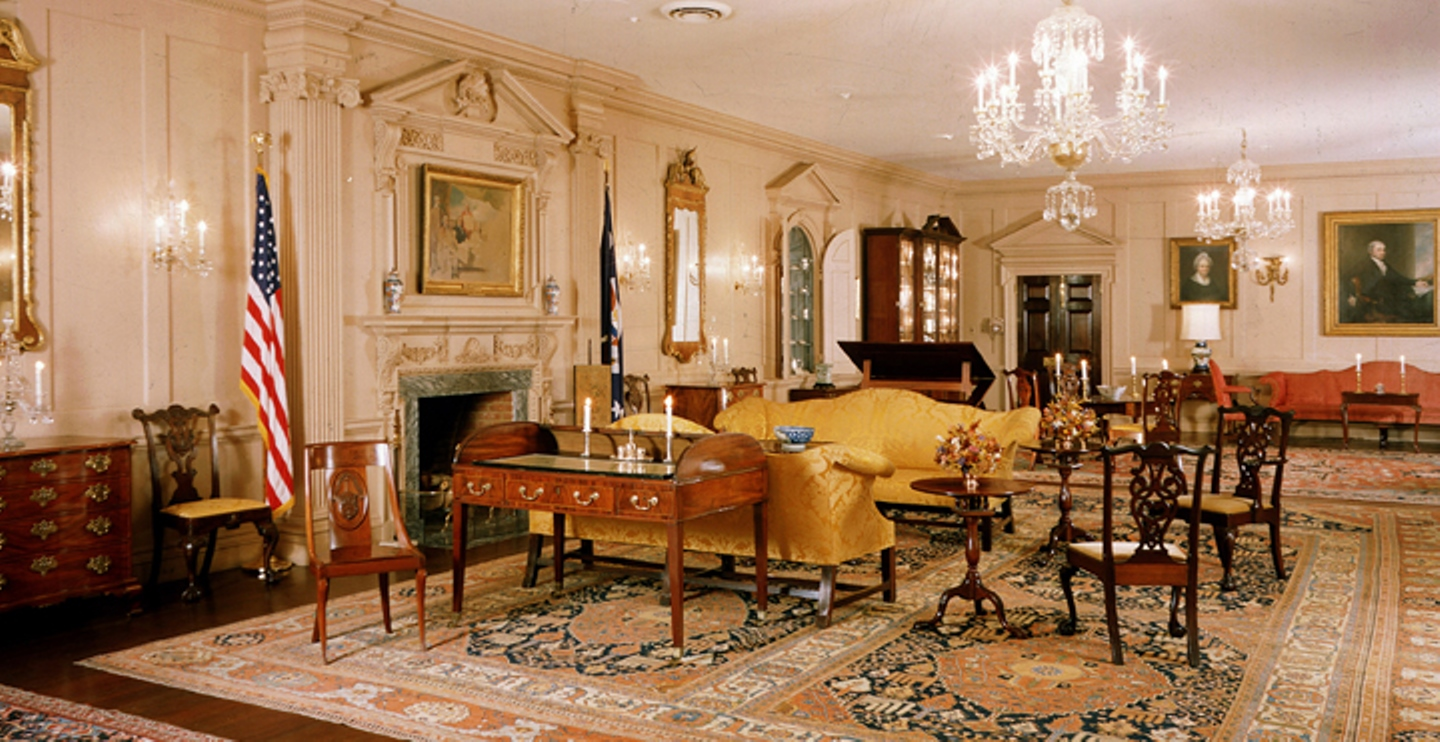
John Quincy Adams State Drawing Room, ett av rummen i representationsvåningen inne i Harry S Truman Building, innehåller en mängd antikviteter. På skrivbordet i bild undertecknades 1783 Paristraktatet.

Sigill.

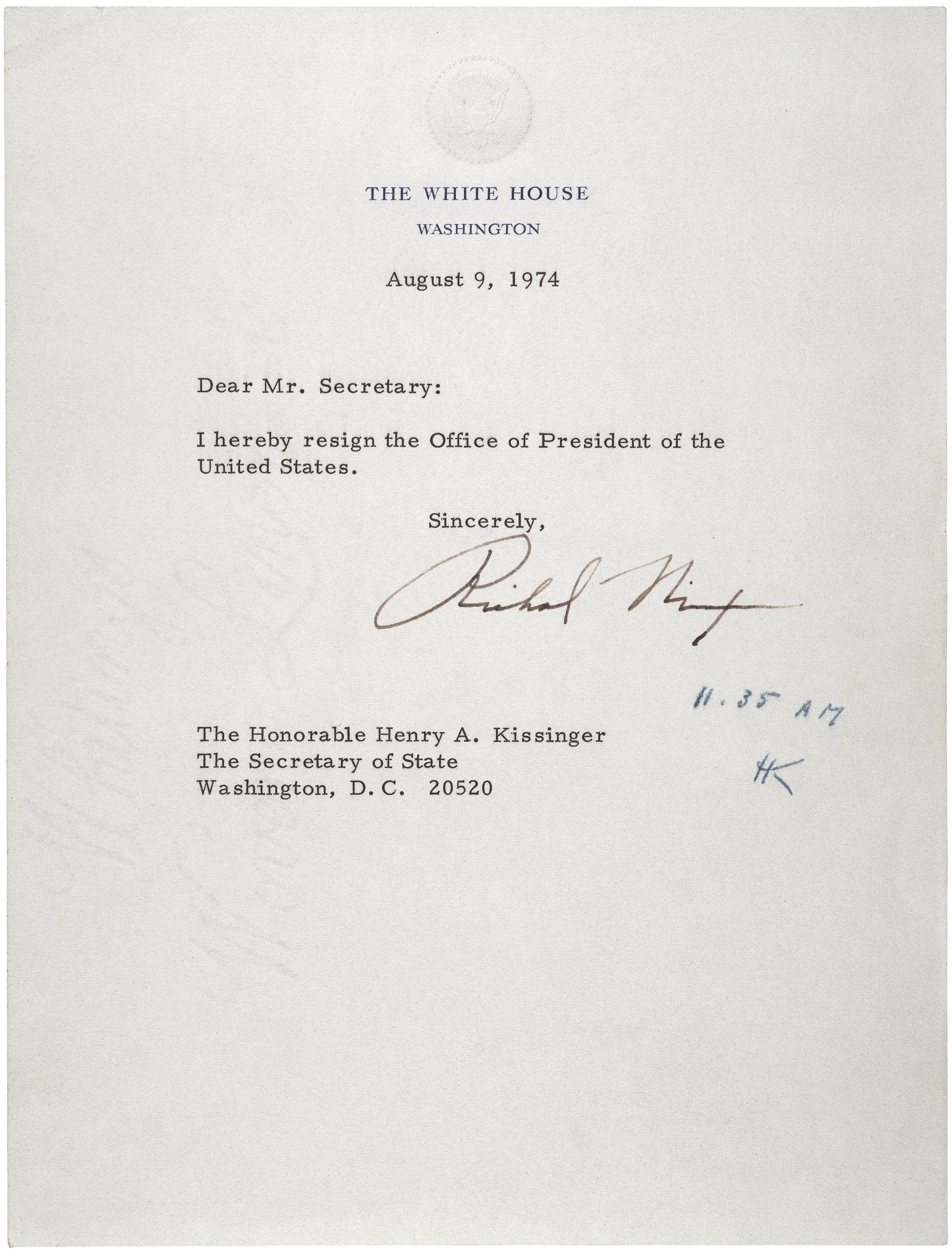
Richard Nixons avskedsbegäran som USA:s president 9 augusti 1974, ställd till utrikesminister Henry Kissinger. Kissingers notering av egna initialer och klockslag är då den trädde i kraft.

| Nr |  | Utrikesminister                              | Hemdelstat           | Tillträdde        | Avgick            | Parti | Parti               | President                             | Ref    |
| -- |  | -------------------------------------------- | -------------------- | ----------------- | ----------------- | ----- | ------------------- | ------------------------------------- | ------ |
| –  |  | John Jay (tf.) (1745–1829)                   | New York             | 26 september 1789 | 22 mars 1790      |       | Partilös            | George Washington                     |        |
| 1  |  | Thomas Jefferson (1743–1826)                 | Virginia             | 26 september 1789 | 31 december 1793  |       | Demokrat-republikan | George Washington                     | [ 14 ] |
| 2  |  | Edmund Randolph (1753–1813)                  | Virginia             | 2 januari 1794    | 20 augusti 1795   |       | Federalisterna      | George Washington                     | [ 14 ] |
| 3  |  | Timothy Pickering (1745–1829)                | Massachusetts        | 10 december 1795  | 12 maj 1800       |       | Federalisterna      | George Washington John Adams          | [ 14 ] |
| –  |  | Charles Lee (tf.) (1758–1815)                | Virginia             | 13 maj 1800       | 5 juni 1800       |       | Federalisterna      | John Adams                            |        |
| 4  |  | John Marshall (1755–1835)                    | Virginia             | 13 juni 1800      | 4 mars 1801       |       | Federalisterna      | John Adams                            | [ 14 ] |
| –  |  | Levi Lincoln, Sr. (tf.) (1749–1820)          | Massachusetts        | 5 mars 1801       | 1 maj 1801        |       | Demokrat-republikan | Thomas Jefferson                      |        |
| 5  |  | James Madison (1751–1836)                    | Virginia             | 2 maj 1801        | 3 mars 1809       |       | Demokrat-republikan | Thomas Jefferson                      | [ 14 ] |
| 6  |  | Robert Smith (1757–1842)                     | Maryland             | 6 mars 1809       | 1 april 1811      |       | Demokrat-republikan | James Madison                         | [ 14 ] |
| 7  |  | James Monroe (1758–1831)                     | Virginia             | 2 april 1811      | 3 mars 1817       |       | Demokrat-republikan | James Madison                         | [ 14 ] |
| –  |  | John Graham (tf.) (1774–1820)                | Virginia             | 4 mars 1817       | 9 mars 1817       |       | Partilös            | James Monroe                          |        |
| –  |  | Richard Rush (tf.) (1780–1859)               | Pennsylvania         | 10 mars           | 22 september 1817 |       | Federalisterna      | James Monroe                          |        |
| 8  |  | John Quincy Adams (1767–1848)                | Massachusetts        | 5 mars 1817       | 3 mars 1825       |       | Demokrat-republikan | James Monroe                          | [ 14 ] |
| –  |  | Daniel Brent (tf.) (1770–1841)               | ?                    | 4 mars 1825       | 7 mars 1825       |       | Partilös            | John Quincy Adams                     |        |
| 9  |  | Henry Clay (1777–1852)                       | Kentucky             | 7 mars 1825       | 3 mars 1829       |       | Demokrat-republikan | John Quincy Adams                     | [ 14 ] |
| –  |  | James Alexander Hamilton (tf.) (1788–1878)   | New York             | 4 mars 1829       | 27 mars 1829      |       | Partilös            | Andrew Jackson                        |        |
| 10 |  | Martin Van Buren (1782–1862)                 | New York             | 28 mars 1829      | 23 maj 1831       |       | Demokraterna        | Andrew Jackson                        | [ 14 ] |
| 11 |  | Edward Livingston (1764–1836)                | Louisiana            | 24 maj 1831       | 29 maj 1833       |       | Demokraterna        | Andrew Jackson                        | [ 14 ] |
| 12 |  | Louis McLane (1786–1857)                     | Delaware             | 29 maj 1833       | 30 juni 1834      |       | Demokraterna        | Andrew Jackson                        | [ 14 ] |
| 13 |  | John Forsyth (1780–1841)                     | Georgia              | 1 juli 1834       | 3 mars 1841       |       | Demokraterna        | Andrew Jackson Martin Van Buren       | [ 14 ] |
| –  |  | Jacob L. Martin (tf.) (????–1848)            | ?                    | 4 mars 1841       | 5 mars 1841       |       | Partilös            | William Henry Harrison                |        |
| 14 |  | Daniel Webster (1782–1852)                   | Massachusetts        | 6 mars 1841       | 8 maj 1843        |       | Whig                | William Harrison John Tyler           | [ 14 ] |
| –  |  | Hugh S. Legaré (tf.) (1797–1843)             | South Carolina       | 9 maj 1843        | 20 juni 1843      |       | Demokraterna        | John Tyler                            |        |
| –  |  | William S. Derrick (tf.) (1802–1852)         | ?                    | 21 juni 1843      | 23 juni 1843      |       | Partilös            | John Tyler                            |        |
| 15 |  | Abel P. Upshur (1790–1844)                   | Virginia             | 24 juli 1843      | 28 februari 1844  |       | Whig                | John Tyler                            | [ 14 ] |
| –  |  | John Nelson (tf.) (1791–1860)                | Maryland             | 29 februari 1844  | 31 mars 1844      |       | Whig                | John Tyler                            |        |
| 16 |  | John C. Calhoun (1782–1850)                  | South Carolina       | 1 april 1844      | 10 mars 1845      |       | Demokraterna        | John Tyler                            | [ 14 ] |
| 17 |  | James Buchanan (1791–1868)                   | Pennsylvania         | 10 mars 1845      | 7 mars 1849       |       | Demokraterna        | James K. Polk                         | [ 14 ] |
| 18 |  | John M. Clayton (1796–1856)                  | Delaware             | 8 mars 1849       | 22 juli 1850      |       | Whig                | Zachary Taylor Millard Fillmore       | [ 14 ] |
| 19 |  | Daniel Webster (1782–1852)                   | Massachusetts        | 23 juli 1850      | 24 oktober 1852   |       | Whig                | Millard Fillmore                      | [ 14 ] |
| –  |  | Charles Magill Conrad (tf.) (1804–1878)      | Louisiana            | 25 oktober        | 5 november 1852   |       | Whig                | Millard Fillmore                      |        |
| 20 |  | Edward Everett (1794–1865)                   | Massachusetts        | 6 november 1852   | 3 mars 1853       |       | Whig                | Millard Fillmore                      | [ 14 ] |
| –  |  | William Hunter (tf.) (1805–1886)             | Rhode Island         | 4 mars 1853       | 7 mars 1853       |       | Partilös            | Franklin Pierce                       |        |
| 21 |  | William L. Marcy (1786–1857)                 | New York             | 7 mars 1853       | 6 mars 1857       |       | Demokraterna        | Franklin Pierce                       | [ 14 ] |
| 22 |  | Lewis Cass (1782–1866)                       | Michigan             | 6 mars 1857       | 14 december 1860  |       | Demokraterna        | James Buchanan                        | [ 14 ] |
| –  |  | William Hunter (tf.) (1805–1886)             | Rhode Island         | 15 december 1860  | 16 december 1860  |       | Partilös            | James Buchanan                        |        |
| 23 |  | Jeremiah S. Black (1810–1883)                | Pennsylvania         | 17 december 1860  | 5 mars 1861       |       | Demokraterna        | James Buchanan                        | [ 14 ] |
| 24 |  | William H. Seward (1801–1872)                | New York             | 5 mars 1861       | 4 mars 1869       |       | Republikanerna      | Abraham Lincoln Andrew Johnson        | [ 14 ] |
| 25 |  | Elihu B. Washburne (1816–1887)               | Illinois             | 5 mars 1869       | 16 mars 1869      |       | Republikanerna      | Ulysses S. Grant                      | [ 14 ] |
| 26 |  | Hamilton Fish (1808–1893)                    | New York             | 17 mars 1869      | 12 mars 1877      |       | Republikanerna      | Ulysses S. Grant                      | [ 14 ] |
| 27 |  | William M. Evarts (1818–1901)                | New York             | 12 mars 1877      | 7 mars 1881       |       | Republikanerna      | Rutherford B. Hayes                   | [ 14 ] |
| 28 |  | James G. Blaine (1830–1893)                  | Maine                | 7 mars 1881       | 19 december 1881  |       | Republikanerna      | James Garfield Chester A. Arthur      | [ 14 ] |
| 29 |  | Frederick Theodore Frelinghuysen (1817–1885) | New Jersey           | 19 december 1881  | 6 mars 1885       |       | Republikanerna      | Chester A. Arthur                     | [ 14 ] |
| 30 |  | Thomas Francis Bayard, Sr. (1828–1898)       | Delaware             | 7 mars 1885       | 6 mars 1889       |       | Demokraterna        | Grover Cleveland                      | [ 14 ] |
| 31 |  | James G. Blaine (1830–1893)                  | Maine                | 7 mars 1889       | 4 juni 1892       |       | Republikanerna      | Benjamin Harrison                     | [ 14 ] |
| –  |  | William F. Wharton (tf.) (1847–1919)         | Massachusetts        | 4 juni 1892       | 29 juni 1892      |       | Partilös            | Benjamin Harrison                     |        |
| 32 |  | John W. Foster (1836–1917)                   | Indiana              | 29 juni 1892      | 23 februari 1893  |       | Republikanerna      | Benjamin Harrison                     | [ 14 ] |
| –  |  | William F. Wharton (tf.) (1847–1919)         | Massachusetts        | 24 februari 1893  | 6 mars 1893       |       | Partilös            | Benjamin Harrison Grover Cleveland    |        |
| 33 |  | Walter Q. Gresham (1832–1895)                | Illinois             | 7 mars 1893       | 28 maj 1895       |       | Demokraterna        | Grover Cleveland                      | [ 14 ] |
| –  |  | Edwin F. Uhl (tf.) (1841–1901)               | Michigan             | 28 maj 1895       | 9 juni 1895       |       | Partilös            | Grover Cleveland                      |        |
| 34 |  | Richard Olney (1835–1917)                    | Massachusetts        | 10 juni 1895      | 5 mars 1897       |       | Demokraterna        | Grover Cleveland                      | [ 14 ] |
| 35 |  | John Sherman (1823–1900)                     | Ohio                 | 6 mars 1897       | 27 april 1898     |       | Republikanerna      | William McKinley                      | [ 14 ] |
| –  |  | Alvey A. Adee (tf.) (1842–1924)              | New York             | 17 september 1898 | 29 september 1898 |       | Partilös            | William McKinley                      |        |
| 36 |  | William R. Day (1849–1923)                   | Ohio                 | 28 april 1898     | 16 september 1898 |       | Republikanerna      | William McKinley                      | [ 14 ] |
| 37 |  | John Hay (1838–1905)                         | District of Columbia | 30 september 1898 | 1 juli 1905       |       | Republikanerna      | William McKinley Theodore Roosevelt   | [ 14 ] |
| –  |  | Francis B. Loomis (tf.) (1861–1948)          | Ohio                 | 1 juli 1905       | 18 juli 1905      |       | Republikanerna      | Theodore Roosevelt                    |        |
| 38 |  | Elihu Root (1845–1937)                       | New York             | 19 juli 1905      | 27 januari 1909   |       | Republikanerna      | Theodore Roosevelt                    | [ 14 ] |
| 39 |  | Robert Bacon (1860–1919)                     | Massachusetts        | 27 januari 1909   | 5 mars 1909       |       | Republikanerna      | Theodore Roosevelt                    | [ 14 ] |
| 40 |  | Philander C. Knox (1853–1921)                | Pennsylvania         | 6 mars 1909       | 5 mars 1913       |       | Republikanerna      | William Howard Taft                   | [ 14 ] |
| 41 |  | William Jennings Bryan (1860–1925)           | Nebraska             | 5 mars 1913       | 9 juni 1915       |       | Demokraterna        | Woodrow Wilson                        | [ 14 ] |
| 42 |  | Robert Lansing (1864–1928)                   | New York             | 9 juni 1915       | 13 februari 1920  |       | Demokraterna        | Woodrow Wilson                        | [ 14 ] |
| –  |  | Frank Polk (tf.) (1871–1943)                 | New York             | 14 februari 1920  | 12 mars 1920      |       | Partilös            | Woodrow Wilson                        |        |
| 43 |  | Bainbridge Colby (1869–1950)                 | New York             | 23 mars 1920      | 4 mars 1921       |       | Demokraterna        | Woodrow Wilson                        | [ 14 ] |
| 44 |  | Charles Evans Hughes (1862–1948)             | New York             | 5 mars 1921       | 4 mars 1925       |       | Republikanerna      | Warren G. Harding Calvin Coolidge     | [ 14 ] |
| 45 |  | Frank B. Kellogg (1856–1937)                 | Minnesota            | 5 mars 1925       | 28 mars 1929      |       | Republikanerna      | Calvin Coolidge Herbert Hoover        | [ 14 ] |
| 46 |  | Henry L. Stimson (1867–1950)                 | New York             | 28 mars 1929      | 4 mars 1933       |       | Republikanerna      | Herbert Hoover                        | [ 14 ] |
| 47 |  | Cordell Hull (1871–1955)                     | Tennessee            | 4 mars 1933       | 30 november 1944  |       | Demokraterna        | Franklin D. Roosevelt                 | [ 14 ] |
| 48 |  | Edward Stettinius, Jr. (1900–1949)           | Virginia             | 1 december 1944   | 27 juni 1945      |       | Demokraterna        | Franklin D. Roosevelt Harry S. Truman | [ 14 ] |
| –  |  | Joseph Grew (tf.) (1880–1965)                | New Hampshire        | 28 juni 1945      | 3 juli 1945       |       | Partilös            | Harry S. Truman                       |        |
| 49 |  | James F. Byrnes (1882–1972)                  | South Carolina       | 3 juli 1945       | 21 januari 1947   |       | Demokraterna        | Harry S. Truman                       | [ 14 ] |
| 50 |  | George Catlett Marshall, Jr. (1880–1959)     | Pennsylvania         | 21 januari 1947   | 20 januari 1949   |       | Demokraterna        | Harry S. Truman                       | [ 14 ] |
| 51 |  | Dean Acheson (1893–1971)                     | Maryland             | 21 januari 1949   | 20 januari 1953   |       | Demokraterna        | Harry S. Truman                       | [ 14 ] |
| –  |  | Harrison Freeman Matthews (tf.) (1899–1986)  | Maryland             | 20 januari 1953   | 21 januari 1953   |       | Partilös            | Dwight D. Eisenhower                  |        |
| 52 |  | John Foster Dulles (1888–1959)               | New York             | 21 januari 1953   | 22 april 1959     |       | Republikanerna      | Dwight D. Eisenhower                  | [ 14 ] |
| 53 |  | Christian Archibald Herter (1895–1966)       | Massachusetts        | 22 april 1959     | 20 januari 1961   |       | Republikanerna      | Dwight D. Eisenhower                  | [ 14 ] |
| –  |  | Livingston T. Merchant (tf.) (1903–1976)     | District of Columbia | 20 januari 1961   | 21 januari 1961   |       | Partilös            | John F. Kennedy                       |        |
| 54 |  | David Dean Rusk (1909–1994)                  | New York             | 21 januari 1961   | 20 januari 1969   |       | Demokraterna        | John F. Kennedy Lyndon B. Johnson     | [ 14 ] |
| –  |  | Charles E. Bohlen (tf.) (1904–1974)          | District of Columbia | 20 januari 1969   | 22 januari 1969   |       | Partilös            | Richard Nixon                         |        |
| 55 |  | William P. Rogers (1913–2001)                | Maryland             | 22 januari 1969   | 3 september 1973  |       | Republikanerna      | Richard Nixon                         | [ 14 ] |
| –  |  | Kenneth Rush (tf.) (1910–1994)               | ?                    | 3 september 1973  | 22 september 1973 |       | Republikanerna      | Richard Nixon                         |        |
| 56 |  | Henry Kissinger (1923–2023)                  | District of Columbia | 22 september 1973 | 20 januari 1977   |       | Republikanerna      | Richard Nixon Gerald Ford             | [ 14 ] |
| –  |  | Philip Habib (tf.) (1920–1992)               | Kalifornien          | 20 januari 1977   | 23 januari 1977   |       | Partilös            | Jimmy Carter                          |        |
| 57 |  | Cyrus Vance (1917–2002)                      | New York             | 23 januari 1977   | 28 april 1980     |       | Demokraterna        | Jimmy Carter                          | [ 14 ] |
| –  |  | Warren Christopher (tf.) (1925–2011)         | Kalifornien          | 28 april 1980     | 2 maj 1980        |       | Demokraterna        | Jimmy Carter                          |        |
| –  |  | David Newsom (tf.) (1918–2008)               | ?                    | 2 maj 1980        | 3 maj 1980        |       | Partilös            | Jimmy Carter                          |        |
| –  |  | Richard N. Cooper (tf.) (1934–2020)          | ?                    | 3 maj 1980        | 3 maj 1980        |       | Partilös            | Jimmy Carter                          |        |
| –  |  | David Newsom (tf.) (1918–2008)               | ?                    | 3 maj 1980        | 4 maj 1980        |       | Partilös            | Jimmy Carter                          |        |
| –  |  | Warren Christopher (tf.) (1925–2011)         | Kalifornien          | 4 maj 1980        | 8 maj 1980        |       | Demokraterna        | Jimmy Carter                          |        |
| 58 |  | Edmund Muskie (1914–1996)                    | Maine                | 8 maj 1980        | 20 januari 1981   |       | Demokraterna        | Jimmy Carter                          | [ 14 ] |
| 59 |  | Alexander Haig (1924–2010)                   | Connecticut          | 22 januari 1981   | 5 juli 1982       |       | Republikanerna      | Ronald Reagan                         | [ 14 ] |
| –  |  | Walter John Stoessel, Jr. (tf.) (1920–1986)  | Kalifornien          | 5 juli 1982       | 16 juli 1982      |       | Partilös            | Ronald Reagan                         |        |
| 60 |  | George P. Shultz (1920–2021)                 | Kalifornien          | 16 juli 1982      | 10 januari 1989   |       | Republikanerna      | Ronald Reagan                         | [ 14 ] |
| –  |  | Michael Armacost (tf.) (född 1937)           | Maryland             | 20 januari 1989   | 25 januari 1989   |       | Partilös            | George H. W. Bush                     |        |
| 61 |  | James Baker (född 1930)                      | Texas                | 25 januari 1989   | 23 augusti 1992   |       | Republikanerna      | George H. W. Bush                     | [ 14 ] |
| 62 |  | Lawrence Sidney Eagleburger (1930–2011)      | Florida              | 8 december 1992   | 19 januari 1993   |       | Republikanerna      | George H. W. Bush                     | [ 14 ] |
| –  |  | Arnold Kanter (tf.) (1945–2010)              | Virginia             | 20 januari 1993   | 20 januari 1993   |       | Partilös            | Bill Clinton                          |        |
| –  |  | Frank G. Wisner (tf.) (född 1938)            | District of Columbia | 20 januari 1993   | 20 januari 1993   |       | Partilös            | Bill Clinton                          |        |
| 63 |  | Warren Christopher (1925–2011)               | Kalifornien          | 20 januari 1993   | 17 januari 1997   |       | Demokraterna        | Bill Clinton                          | [ 14 ] |
| 64 |  | Madeleine Albright (1937–2022)               | District of Columbia | 23 januari 1997   | 20 januari 2001   |       | Demokraterna        | Bill Clinton                          | [ 14 ] |
| 65 |  | Colin Powell (1937–2021)                     | Virginia             | 20 januari 2001   | 26 januari 2005   |       | Republikanerna      | George W. Bush                        | [ 14 ] |
| 66 |  | Condoleezza Rice (född 1954)                 | Kalifornien          | 26 januari 2005   | 20 januari 2009   |       | Republikanerna      | George W. Bush                        | [ 14 ] |
| –  |  | William Burns (tf.) (född 1956)              | Virginia             | 20 januari 2009   | 21 januari 2009   |       | Partilös            | Barack Obama                          |        |
| 67 |  | Hillary Clinton (född 1947)                  | New York             | 21 januari 2009   | 1 februari 2013   |       | Demokraterna        | Barack Obama                          | [ 14 ] |
| 68 |  | John Kerry (född 1943)                       | Massachusetts        | 1 februari 2013   | 20 januari 2017   |       | Demokraterna        | Barack Obama                          | [ 14 ] |
| 69 |  | Rex Tillerson (född 1952)                    | Texas                | 1 februari 2017   | 31 mars 2018      |       | Partilös            | Donald Trump                          | [ 14 ] |
| 70 |  | Mike Pompeo (född 1963)                      | Kansas               | 26 april 2018     | 20 januari 2021   |       | Republikanerna      | Donald Trump                          | [ 14 ] |
| 71 |  | Anthony Blinken (född 1962)                  | New York             | 26 januari 2021   | 20 januari 2025   |       | Demokraterna        | Joe Biden                             |        |
| 72 |  | Marco Rubio (född 1971)                      | Florida              | 21 januari 2025   | nuvarande         |       | Republikanerna      | Donald Trump                          |        |